# Innovation in Byzantine medicine: the writings of John Zacharias Aktouarios (c.1275-c.1330)
Innovation in Byzantine medicine: the writings of John Zacharias Aktouarios (c.1275-c.1330) (Français: Innovation en médecine byzantine : les écrits de Jean Zacharias Aktouarios (vers 1275-vers 1330)) est une monographie parue en 2020, rédigée par l'auteur et universitaire grec Pétros Boúras-Vallianátos. Le livre examine les travaux largement négligés du médecin byzantin tardif Jean Zacharias Aktouarios, célèbre pour ses contributions à l'uroscopie, à la physiologie et à la pharmacologie. Le texte met en lumière les théories originales de Jean Zacharias, y compris l'introduction d'un nouveau flacon d'urine divisé en onze zones ainsi que sa théorie sur la connexion de chaque zone avec une partie spécifique du corps humain. Il offre également un aperçu du contexte intellectuel et social de la pratique médicale à l'époque byzantine. Boúras-Vallianátos affirme que les écrits médicaux de Jean Zacharias témoignent d’une réceptivité remarquable envers les connaissances provenant de l'extérieur de Byzance et démontraient une originalité significative. L'analyse des écrits de Jean Zacharias s'appuie sur une vaste gamme de manuscrits et de sources, offrant ainsi une perspective nouvelle sur la pensée médicale de Byzance et ses échanges culturels avec les mondes latin et islamique,,,.

## Résumé
Ce livre offre une analyse complète des écrits médicaux de Jean Zacharias, un médecin de la période tardive de l'Empire byzantin. En soulignant l'importance de ces traités dans l'histoire de la médecine médiévale et précoce moderne, Boúras-Vallianátos remet en cause les réserves formulées à l’encontre de la médecine byzantine, considérée comme figée et sans originalité. Jean Zacharias est né vers 1275 et a exercé en tant que médecin compétent à Constantinople. Il a rédigé trois œuvres importantes. À travers son traité étendu d'uroscopie, intitulé Concernant les Urines, il repère une multitude de caractéristiques urinaires, de la teinte aux résidus, dans le but de diagnostiquer et d'anticiper l'état clinique du patient. Ce qui suscite un vif intérêt pour son travail, c'est qu'il enrichit fréquemment sa narration en se référant à des cas concrets provenant de sa patientèle de clinicien. Son opus le plus étendu est l'Épitomé Médicale, rédigé à l’intention d’Alexios Apokaukos, un de ses contemporains. La section pharmacologique, en particulier, opère une fusion singulière entre les anciennes sources grecques et byzantines et les connaissances pharmacologiques arabes nouvellement introduites, illustrant de manière remarquable le transfert de savoir scientifique médiéval. Ce qui distingue l'œuvre de manière originale. Ce qui fait l’originalité de Jean Zacharias, c’est qu’il propose fréquemment ses propres recettes découlant de sa vaste expérience pratique. Dans son texte intitulé Concernant le pneuma psychique, consacré à Joseph Rhakendytes, il avance que l'état purifié du pneuma psychique (le premier instrument de l'âme), obtenu grâce à un régime adéquat (comme le régime alimentaire, l'exercice, le sommeil, le bain), demeure essentiel pour préserver la santé physique et spirituelle, proposant ainsi une approche psychothérapeutique singulière. L'examen s'appuie sur une large sélection de manuscrits non encore publiés, éclairant d'une manière nouvelle la pensée et la pratique médicales de Byzance à la lumière des évolutions médicales contemporaines dans la région méditerranéenne élargie (comme le latin et l'islamique),,,.

## Revues
Dans son analyse, Orly Lewis a loué Boúras-Vallianátos pour avoir présenté une étude approfondie des écrits et des concepts médicaux de Jean Zacharias Aktouarios, et pour avoir souligné ses apports novateurs. Orly Lewis a aussi salué la mise en valeur de la médecine byzantine en tant que champ dynamique.
Isabel Grimm-Stadelmann a affirmé que Boúras-Vallianátos a contribué de façon remarquable à la compréhension de la culture médicale byzantine, et a salué le livre pour son examen approfondi de la médecine de Byzance.
Koray Durak a salué la manière dont le livre explore divers aspects du travail de Jean Zacharias Aktouarios, tels que l'uroscopie, les récits cliniques et la pharmacologie, et la manière dont il place son œuvre dans le contexte plus large des traditions médicales byzantines et méditerranéennes. Durak a félicité Bouras-Vallianatos pour son originalité, pour son approche pratique et pour sa clarté sur un tel sujet de recherche.
Maria Mavroudi s’est penchée sur le rôle du livre qui est de présenter une histoire exhaustive de la médecine byzantine, notamment pendant l'ère paléologue, période durant laquelle la plupart des textes médicaux grecs ont vu le jour. Mavroudi a salué la contribution du livre qui dissipe l'idée que la médecine byzantine se résumait à une simple imitation peu créative de la médecine grecque antique. Elle a également souligné que cette publication constitue l'une des rares études sur la science prémoderne qui allie une solide approche historique à une philologie de qualité.

## Prix
L'œuvre de Boúras-Vallianátos a été honorée du Prix 2021 des Jeunes Historiens décerné par l'Académie Internationale d'Histoire des Sciences.